# Любчо Силяновски
Любчо Силяновски (на македонска литературна норма: Љупчо Силјановски) е поет, прозаист и дрматург от Северна Македония.

## Биография
Роден е в тетовското село Глоги на 29 юли 1949 година. Завръшва Педагогическа академия в Скопие. Работи като новинар-редктор в списанието за хумор и сатира „Остен“. По-късно работи в телевизия „Телма“. Член е на Дружеството на писателите на Македония от 1978 година. Член е на дружеството Независими писатели на Македония. Носител е на наградите: „Младост“, „Студентски збор“, „Златно перо“ и „Златна кория“ (за докуметален филм).

## Творчество
- Внатрешни огледала (поезия, 1974),
- Јагула (поезия, 1978),
- Ангелот од Питсбург (разкази, 1979),
- Змиски обед (поезия, 1980),
- Кукавичко јајце (драма, 1983),
- Стихихијада (поезия за деца, 1984),
- Срцката на Кате Карате (хумористичен дневник за деца, 1986),
- Птеродактил (роман, 1986),
- Црно на бело (афоризми, 1988),
- Некрополис (роман, 1990),
- Продавач на месечини (разкази, 1991),
- Церебрална спална (поезия, 1993).[2]